# Fontana della Sellaria (Nápoly)
A Fontana della Sellaria (magyarul A nyeregkészítők kútja) egy barokk stílusú nápolyi díszkút. 1650-ben építette Cosimo Fanzago, Ognatte alkirály parancsára aki IV. Fülöp spanyol királynak ajánlotta. A nevét a környéken tevékenykedő nyeregkészítő mesterekről kapta.